# 験潮儀
験潮儀（けんちょうぎ）とは、海面の昇降を測定し、測定結果を連続記録する器械。検潮儀や検潮器、潮位計や水位計ともいう。
「験潮儀」という用語は、「験潮場」と共に測量法（昭和24年法律第188号）第10条に規定する測量標のうち永久標識として位置づけられ、その形状は測量法施行規則（昭和24年建設省令第16号）において定められている。
気象庁においては「検潮儀」表記が用いられる。

## 分類
水位の検出方式により、主にフロート式・水圧式・超音波式に分類できる。

### フロート式
最も一般的な方式であり、験潮井戸またはパイプ内の水位をフロート（浮き）を用いて検出し、フロートを吊るワイヤとプーリーを介して水位を機械的または電気的に記録する。主として、記録方式の違いによって多くの種類がある。この変形として、「フロイト」を水面に維持するように自動制御することによって水位を測定する方式もある。
井戸やパイプで囲むのは、波浪の影響を極力排するためである。

### 水圧式
静水圧は水深に比例することを利用し、水底に沈めた圧力センサーの出力を記録するものである。以下のような方式がある。
- 空気圧式
- 気泡管式
- 半導体ゲージ式
- 水晶振動子式

### 超音波式

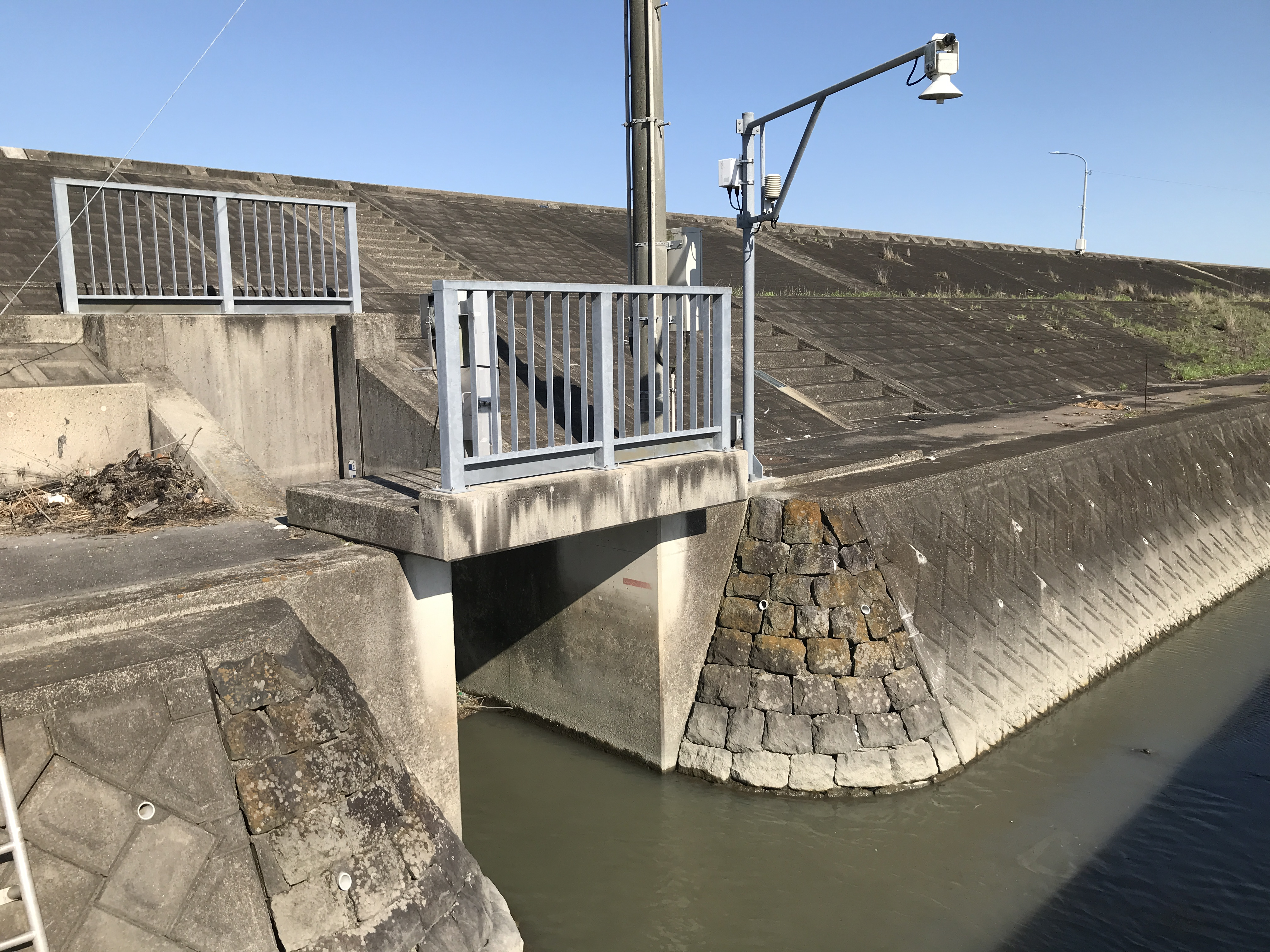
超音波式の水位計。塩田川 (佐賀県)にて。

送波器から水面に向かって超音波を発射し、水面からの反射波が戻ってくるまでの時間を測定して水位を計測する方式である。